# Olóriz/Oloritz
Olóriz/Oloritz (spanisch Olóriz, baskisch Oloritz) ist ein Ort und eine Gemeinde (Municipio) in der Comunidad Foral Navarra in Nordspanien mit 215 Einwohnern (Stand: 2024). Neben dem namensgebenden Ort Oloritz gehören die Ortschaften Bariain, Echagüe, Mendivil, Oricin, Eristain und Solchaga.

## Lage
Olóriz/Oloritz liegt etwa 19 km südsüdöstlich von Pamplona in einer Höhe von ca. 685 m am Cidacos. Durch die Gemeinde führt die Autopista AP-15. 

## Sehenswürdigkeiten
- Bartholomäuskirche in Oloritz
- Marienkirche in Eristain
- Peterskapelle

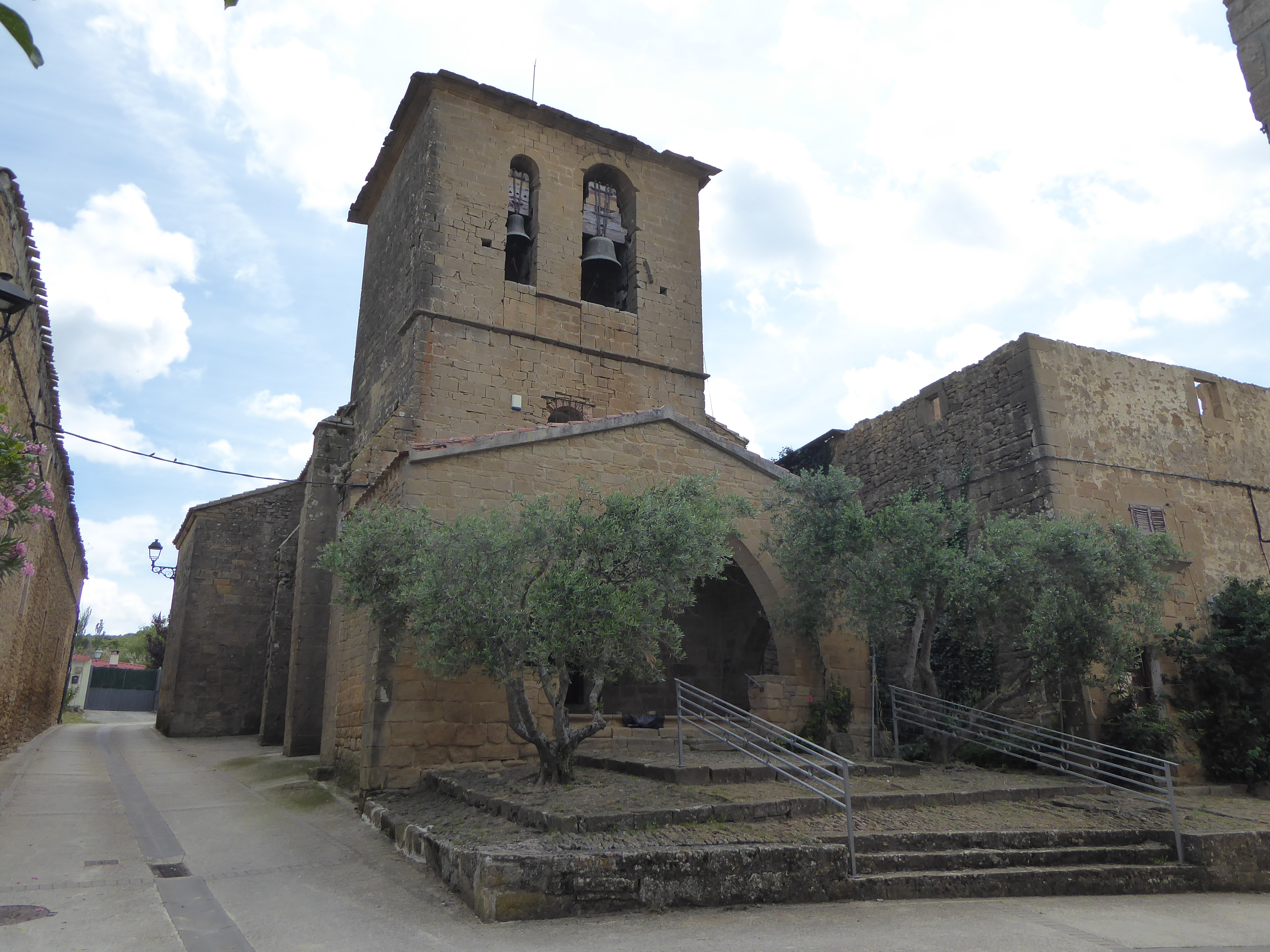
Bartholomäuskirche
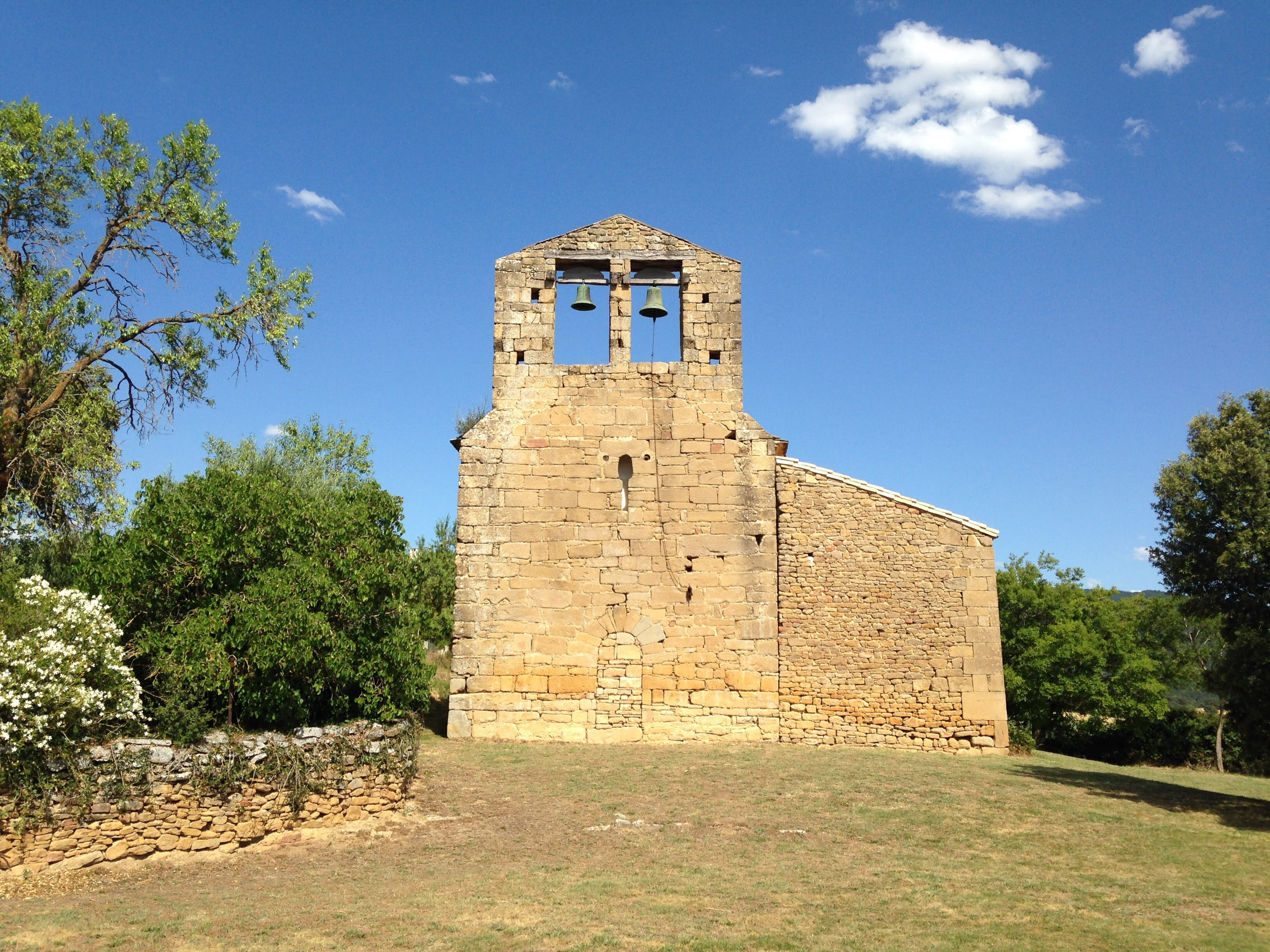
Marienkirche
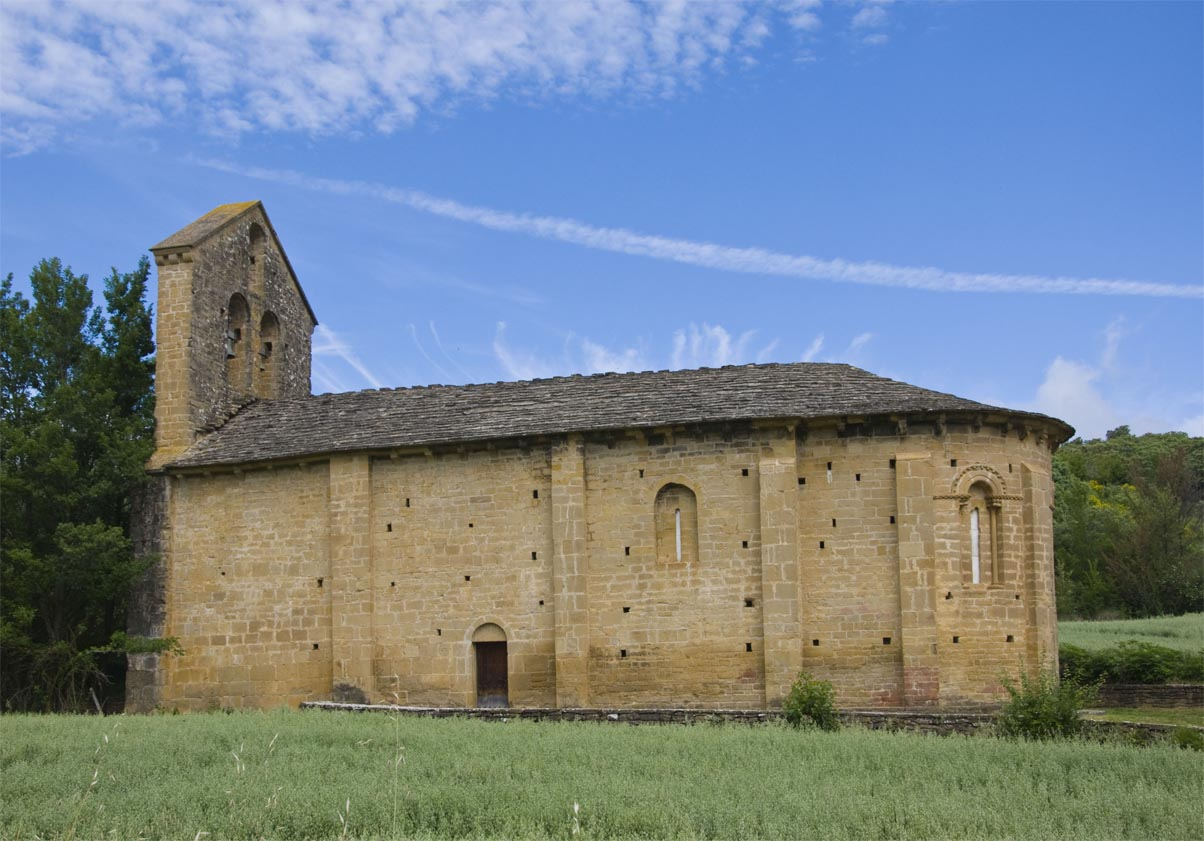
Peterskapelle